# Stadttheater Hildburghausen
Das Stadttheater Hildburghausen liegt an der Werra und am Rande des Stadtparks der Kreisstadt Hildburghausen in Thüringen. Es ist eines der ältesten bespielten Theater Deutschlands. 

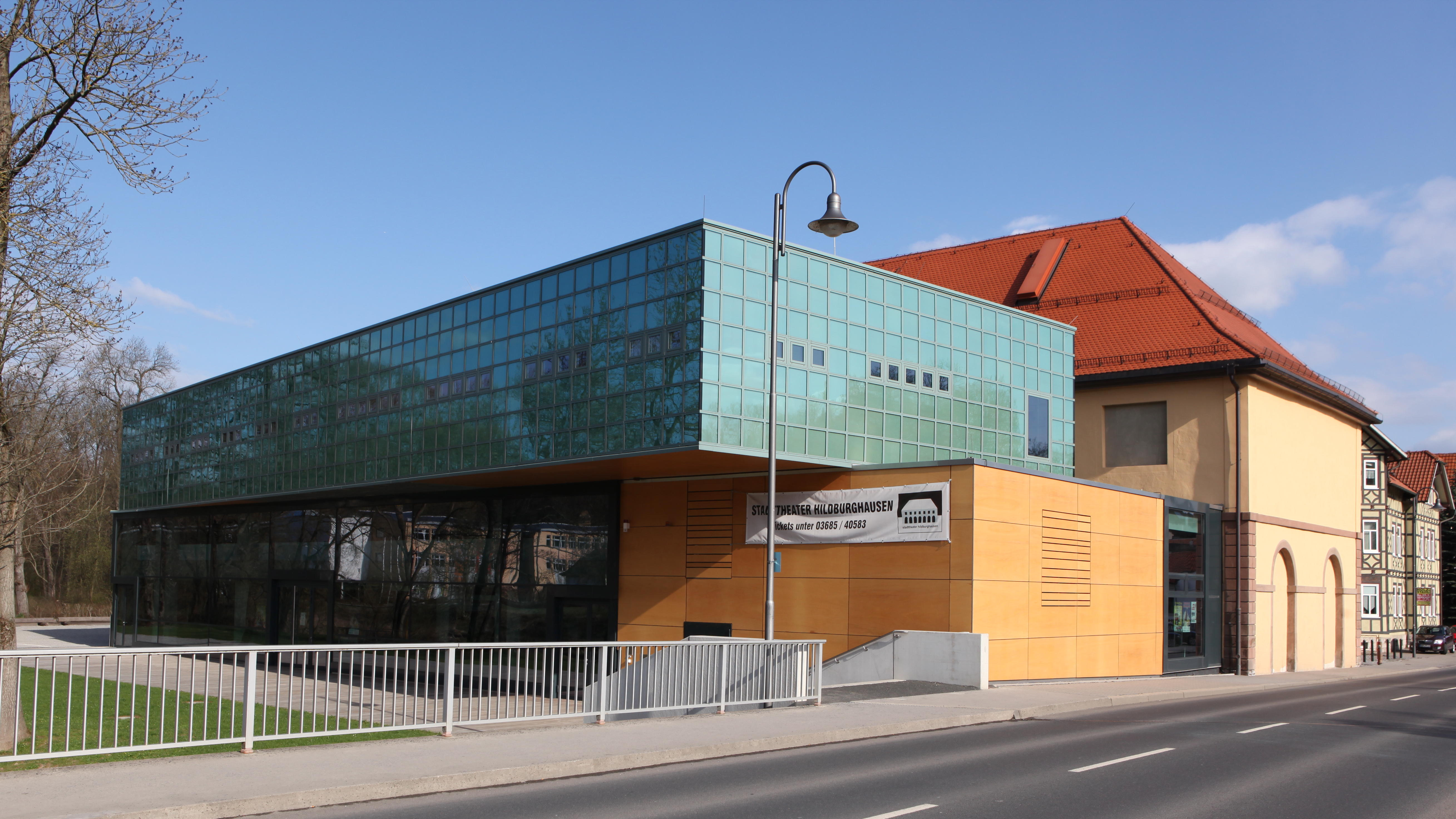
Stadttheater Hildburghausen

## Geschichte
Das Stadttheater Hildburghausen wurde zunächst vermutlich 1721 als Ballhaus von Herzog Ernst Friedrich I. errichtet. 1755 wurde das Ballhaus unter Herzog Ernst Friedrich III. zum Theater umgebaut. 1765 wurde eine Schauspielschule eingerichtet und gilt somit als erste Schauspielschule Deutschlands. 1794 erfolgte die offizielle Begründung des Stadttheaters Hildburghausen durch Herzog Friedrich. 1890/91 erfolgte ein Umbau und die Restaurierung des Theatergebäudes. 1976/78 wurde erneut eine Renovierung des Theaters durchgeführt. 2008 wurde das Theater nach vier Jahren Renovation und Umbau im Oktober wieder feierlich seiner Bestimmung übergeben.